# Ahnif
Ahnif (o Hanif) è un comune dell'Algeria, situato nella provincia di Bouira.